# Eoin Morton
 (février 2024).
Pour les articles homonymes, voir Morton.
Eoin Morton, né le 13 septembre 1988 à Dublin, est un coureur cycliste irlandais.

## Palmarès sur route

### Par année
- 2013
  - 3e de la Shay Elliott Memorial Race
- 2014
  - Eddie Tobin Memorial
- 2015
  - CicliSport GP
  - Bobby Crilly Classic
  - 2e du Tour d'Ulster
- 2016
  - Phoenix GP
  - Visit Nenagh Classic
  - 2e étape de l'An Post Rás
- 2017
  - Rás Naomh Finian
  - Tour d'Ulster :
    - Classement général
    - 2e étape

### Classements mondiaux
| Année                                 | 2016  |
| ------------------------------------- | ----- |
| Classement mondial                    | 2116e |
| UCI Europe Tour                       | 1414e |
|                                       |       |
| Légende : nc = non classéSource : UCI |       |

## Palmarès sur piste

### Championnats nationaux
- 2015
  -  Champion d'Irlande de scratch
  - 3e du championnat d'Irlande du kilomètre
  - 3e du championnat d'Irlande de poursuite
- 2016
  -  Champion d'Irlande de poursuite par équipes
  - 3e du championnat d'Irlande de poursuite
- 2017
  -  Champion d'Irlande de poursuite par équipes (avec Simon Jones, Ian Richardson et Conor Murnane)